# Malometasternum
Malometasternum là một chi ruồi trong họ Syrphidae.